# William Lochead
William Lochead FRSE MWS (czasami podany jako Lochhead, ur. ok. 1753, zm. 1815) – szkocki chirurg i botanik. Od 1811 do śmierci pełnił funkcję kuratora ogrodu botanicznego St. Vincent w Indiach Zachodnich, gdzie zastąpił swojego przyjaciela Alexandra Andersona.

## Życie
Syn Johna Locheada, William urodził się w Paisley w środkowej Szkocji około 1753 roku, w rodzinie Johna Locheada. Ukończył studia na Uniwersytecie w Glasgow w 1775 roku i został chirurgiem na Antigui w Zachodnich Indiach. 4 stycznia 1791 został wybrany członkiem Royal Society of Edinburgh. Jego kandydaturę zgłosili John Walker, William Wright i Daniel Rutherford.
W 1794 prowadził obszerną korespondencję z Johnem Walkerem w sprawie Gujany i wyspy Demerara.
Zmarł na wyspie St Vincent 22 marca 1815 roku. Jego stanowisko w ogrodach zajął po nim George Caley.